# Targionia balachowskyi
Targionia balachowskyi är en insektsart som först beskrevs av Kaussari 1952.  Targionia balachowskyi ingår i släktet Targionia och familjen pansarsköldlöss.
Artens utbredningsområde är Iran. Inga underarter finns listade i Catalogue of Life.